# Fusarium culmorum
Espèce
Fusarium culmorum est une espèce de champignons ascomycètes de la  famille des Nectriaceae.
C'est un agent phytopathogène,responsable de divers symptômes tels que fonte des semis, pourriture racinaire, fusariose de l'épi, pourriture de la tige, etc. chez de nombreuses espèces de plantes mono- et dicotylédones, en particulier chez les céréales.
C'est l'un des champignons responsables de la pourriture sèche du tubercule de la pomme de terre.
Chez Leymus mollis, graminée américaine des dunes littorales, Fusarium culmorum se comporte comme un symbionte non pathogène conférant à la plante une double tolérance au sel et à la sécheresse.

## Synonyme
- Fusisporium culmorum Wm.G. Sm.